# Metoda sečen
Metoda sečen je iterační numerická metoda užívaná v numerické matematice k hledání kořene funkce jedné reálné proměnné (tj. hledání nějakého řešení rovnice {\displaystyle f(x)=0}). K nalezení řešení je obvykle potřeba méně iterací než u metody půlení intervalů. Jako u jiných numerických metod, ani metoda sečen není univerzální a může nastat případ, kdy nekonverguje ke správnému řešení. V těchto případech je nutné použít jinou numerickou metodu.

## Popis algoritmu

Jak funguje metoda sečen

Na začátku je zapotřebí určit dvě počáteční hodnoty {\displaystyle x_{0}} a {\displaystyle x_{1}}, které by měly být co nejblíže řešení rovnice {\displaystyle f(x)=0}. Tento kořen nemusí ležet mezi hodnotami {\displaystyle x_{0}} a {\displaystyle x_{1}}. Pokud však je funkce {\displaystyle f} spojitá a její funkční hodnoty v bodech {\displaystyle x_{0}} a {\displaystyle x_{1}} mají opačná znaménka, nachází se v intervalu {\displaystyle (x_{0},x_{1})} alespoň jeden kořen. Sečna je v tomto případě lineární interpolací funkce {\displaystyle f}. Nejsou-li tyto podmínky splněny, výpočet metodou sečen může selhat (a funkce ani nemusí mít reálný kořen).
Pomocí bodů {\displaystyle x_{0}} a {\displaystyle x_{1}} je dána rovnice sečny ke grafu funkce {\displaystyle f(x)=0} v bodech {\displaystyle P_{0}=[x_{0},f(x_{0})]} a {\displaystyle P_{1}=[x_{1},f(x_{1})]} ve tvaru:
{\displaystyle y=f(x_{1})+{\frac {f(x_{1})-f(x_{0})}{x_{1}-x_{0}}}(x-x_{1})}.
V druhé iteraci musíme určit hodnotu {\displaystyle x_{2}}. Hodnota {\displaystyle x_{2}} je průsečíkem sečny dané body {\displaystyle x_{0}} a {\displaystyle x_{1}} a osy x. Stačí do rovnice sečny dosadit {\displaystyle y=0} a vyjádřit {\displaystyle x}. Dostaneme rovnici:
{\displaystyle x=x_{1}-{\frac {f(x_{1})(x_{1}-x_{0})}{f(x_{1})-f(x_{0})}}},
jejímž řešením je hledaná hodnota {\displaystyle x_{2}}.
Dále pokračujeme v algoritmu, kde pro {\displaystyle n>0} se hodnota {\displaystyle x_{n+1}} vypočítá z hodnot {\displaystyle x_{n}} a {\displaystyle x_{n-1}} pomocí vztahu:
{\displaystyle x_{n+1}=x_{n}-{\frac {f(x_{n})(x_{n}-x_{n-1})}{f(x_{n})-f(x_{n-1})}}}.
V algoritmu se pokračuje, dokud není splněna jedna z ukončujících podmínek.

### Ukončení výpočtu
Metoda sečen je přibližná metoda. Výpočet se obvykle ukončuje, pokud absolutní hodnota rozdílu hodnot {\displaystyle x_{n}} a {\displaystyle x_{n-1}} je menší než požadovaná přesnost výsledku {\displaystyle p>0} tedy {\displaystyle |x_{n}-x_{n-1}|<p.}
Pokud nejsou splněny podmínky konvergence metody, může se stát, že by výpočet nikdy neskončil. Proto by měl algoritmus obsahovat omezení počtu iterací, jehož dosažení se interpretuje jako selhání metody.

## Příklad

### Zadání
```
Najděte kořen rovnice 

  

    

      

        

          
x

          

            
3

          

        

        
−

        
4

        

          
x

          

            
2

          

        

        
+

        
6

        
x

        
−

        
24

        
=

        
0

      

    

    
{\displaystyle x^{3}-4x^{2}+6x-24=0}

  

 v intervalu 

  

    

      

        
⟨

        
3

        
,

        
5

        
⟩

      

    

    
{\displaystyle \langle 3,5\rangle }

  

 a přesností 

  

    

      

        
p

        
=

        
0

        

          
,

        

        
01

      

    

    
{\displaystyle p=0{,}01}

  

.
```

### Řešení
```
Za počáteční hodnoty zvolíme 

  

    

      

        

          
x

          

            
0

          

        

        
=

        
3

      

    

    
{\displaystyle x_{0}=3}

  

 a 

  

    

      

        

          
x

          

            
1

          

        

        
=

        
5

      

    

    
{\displaystyle x_{1}=5}

  

. Počítáme dosazováním do vzorce: 
```

{\displaystyle x_{2}=x_{1}-{\frac {f(x_{1})(x_{1}-x_{0})}{f(x_{1})-f(x_{0})}}=5-{\frac {31(5-3)}{31-(-15)}}=3{,}652174}.
Další iterace jsou znázorněny v tabulce:
| {\displaystyle n} | {\displaystyle x_{n}} | {\displaystyle f(x_{n})} | {\displaystyle p} |
| ----------------- | --------------------- | ------------------------ | ----------------- |
| 2                 | 3,652174              | -6,726391                | 1,347826          |
| 3                 | 3,892483              | -2,274132                | 0,240309          |
| 4                 | 4,015229              | 0,336894                 | 0,122746          |
| 5                 | 3,999391              | -0,013388                | 0,015838          |
| 6                 | 3,999997              | -0,000074                | 0,000605          |

Z tabulky je patrné, že u šesté iterace je {\displaystyle p<0{,}01} a hledaný kořen rovnice {\displaystyle x^{3}-4x^{2}+6x-24=0} v intervalu {\displaystyle \langle 3,5\rangle } a přesností {\displaystyle p=0{,}01} je {\displaystyle x=4}. 

(V tabulce je kořen 3,999997, ale s zaokrouhlením na setiny dostáváme 4)

## Výhody a nevýhody
Mezi výhody této metody patří malý počet iterací pro nalezení kořene a snadné naprogramování algoritmu v programovacím jazyce. Naopak mezi nevýhody patří, že ne vždy dojde v této metodě ke konvergenci.